# Война с преступностью в Гондурасе (2022)
Разгон банд в Гондурасе в 2022 году, называемый в Гондурасе Régimen de Excepción (по-испански «чрезвычайное положение»), начался в декабре 2022 года после того, как некоторые положения конституции были приостановлены для борьбы с преступными группировками в стране.

## Объявление
3 декабря 2022 года правительство Гондураса объявило, что некоторые конституционные права будут приостановлены в городах Тегусигальпа и Сан-Педро-Сула для подавления преступных группировок в этих двух городах, в частности, Мара Сальватруча (MS-13) и Банды 18-й улицы. В этих городах банды обвиняются в вымогательстве у жителей в обмен на защиту от насилия и в убийстве людей, отказывающихся платить. По данным Ассоциации за более справедливое общество, банды заработали примерно 737 миллионов долларов США за счет вымогательств. Густаво Санчес, комиссар национальной полиции, заявил, что чрезвычайное положение будет действовать в течение 30 дней.
Сиомара Кастро, президент Гондураса, осудил вымогательства, заявив: «[Вымогательство] является одной из основных причин отсутствия безопасности, миграции, перемещения, потери свободы, насильственных смертей и закрытия малых и средних предприятия. С всеобъемлющей стратегией против вымогательства и связанных с ним преступлений, объявленной сегодня национальной полицией, это правительство демократического социализма объявляет войну вымогательствам  . По словам Леандро Осорио, бывшего комиссара национальной полиции, разгон «принесёт репрессивные действия» и «проникнет» в банды, с целью захвата их лидеров. Рауль Пинеда Альварадо, гондурасский аналитик по вопросам безопасности, заявил, что репрессии будут «имитациями» аналогичных репрессий банд в Сальвадоре, которые начались в марте 2022 года 

## Разгон
Репрессии начались 6 декабря 2022 года в 18:00, когда 2000 полицейских вошли в районы, контролируемые бандами в Тегусигальпе и Сан-Педро-Сула. 